# 朱建华 (教授)

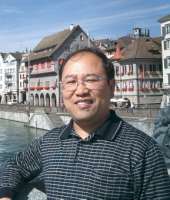
朱建华教授

朱建华（1956年7月—），中国上海人。德国波鸿鲁尔大学博士毕业，日耳曼语言学家，德语语言文学方向博士生导师。主要科研方向为：德语应用语言学、德语构词学、汉德比较语言学、中德跨文化交际、德语教学法等。担任同济大学外国语学院副院长，德语系系主任；国家教育部高等学校大学外语教学指导委员会副主任委员兼德语组组长；中国德语教学研究会理事；德国德语协会上海分会会长；上海市外文学会理事；上海市欧美同学会洪堡学者联谊会秘书长等职务。

## 学习经历
1977年毕业于上海外国语大学；1981年毕业于上海同济大学，获硕士学位；1987年毕业于德国波鸿鲁尔大学，获博士学位；1994年获德国洪堡基金会研究奖学金。

## 工作经历
历任同济大学讲师、副教授、教授。2001年11月，2003年4月分别任德国杜伊斯堡大学、柏林工业大学客座教授。

## 研究方向
- 德语应用语言学、科技德语语言学、德语构词学、词典学
- 汉德比较语言学、中德跨文化交际
- 德语教学法、术语学、认知心理学、篇章语言学、语义学等语言学理论

## 科研成果及获奖情况
- 1990年同济大学荣誉称号
- 1993年上海市高校优秀青年教师，上海市科技翻译学会第四届学术论文一等奖
- 1997年同济大学优秀教学成果一等奖
- 1997年同济大学哲学、社科成果一等奖
- 1998年上海市优秀教学成果二等奖
- 2001年上海三菱电梯奖教金
- 2002年同济大学优秀教材二等奖
- 2005年上海市精品课程
- 2006同济大学优秀教学成果特等奖
- 2008 《新编大学德语》成为普通高等教育“十五”国家级规划教材
- 近五年来获省部级以上科研立项2项。主持的国家十五规划、国家十一五规划教材《新编大学德语》2007年被评为上海市优秀教材一等奖。领衔教学梯队的“大学德语课程建设”2006年被评为同济大学优秀教学成果特等奖。“大学德语”2007年被评为国家精品课程，在国内外发表学术专著、论文、教材等90余篇（部）。